# Un uccellino chiamato desiderio
Un uccellino chiamato desiderio (A Street Cat Named Sylvester) è un film del 1953 diretto da Friz Freleng. È un cortometraggio d'animazione della serie Merrie Melodies, distribuito negli Stati Uniti il 5 settembre 1953. È stato distribuito anche coi titoli La medicina di Ettore e, dagli anni ottanta, Un gatto randagio di nome Silvestro.

## Trama
Titti si imbatte nella casa di Silvestro in cerca di riparo dal freddo. Silvestro lo trascina dentro, ma deve nasconderlo in un vaso coperto di libri quando appare la Nonna. Mentre Ettore è costretto a letto, essendosi ferito mentre inseguiva Silvestro, il gatto le prova tutte per impedire alla Nonna di trovare Titti, inducendo tra l'altro la donna a dare a Ettore più dosi di medicina. Infatti, nonostante l'infortunio, il cane continua a impedire a Silvestro di mangiare Titti, dicendo che dovrà passare sul suo cadavere. Silvestro accetta la sfida facendogli cadere addosso un frigorifero, ma calcola male le misure e il frigorifero cade addosso a lui. Ora, con Silvestro feritosi a sua volta e costretto a letto con Ettore, Titti crea un disgustoso miscuglio di medicine che la Nonna ignara dà al gatto, mentre Titti ride al pensiero dell'effetto che avranno.

## Distribuzione

### Edizione italiana
Il corto fu distribuito nei cinema italiani il 16 dicembre 1958 nel programma Cacio... amore e fantasia, in inglese sottotitolato; fu doppiato dalla S.A.S. nel 1966 per la trasmissione televisiva. Nel 1971 fu ridoppiato dalla Sinc Cinematografica in occasione di una riedizione di Cacio... amore e fantasia (intitolato Sylvester's Story). Il corto fu poi ridoppiato nuovamente per la televisione negli anni ottanta dalla Effe Elle Due sotto la direzione di Franco Latini su dialoghi di Maria Pinto, senza utilizzare la colonna internazionale e quindi rimuovendo la musica presente durante i dialoghi. Nel 2000, per l'inserimento nella VHS Titti: Casa dolce casa, fu eseguito un ulteriore ridoppiaggio dalla Time Out Cin.ca sotto la direzione di Massimo Giuliani.

### Edizioni home video

#### VHS
America del Nord
- Sylvester & Tweety's Tale Feathers (1993)

Italia
- Cacio, amore... e fantasia, 2ª parte (1985)[8]
- Titti: Casa dolce casa (maggio 2000)

#### DVD
Il corto, in versione non restaurata, fu incluso nel DVD-Video Tweety: Casa dolce casa uscito in Italia il 23 giugno 2010.